# Andrei Corneencov
Andrei Corneencov (Tiraspol, 1º aprile 1982) è un ex calciatore moldavo, di ruolo centrocampista.

## Palmarès

### Club

#### Competizioni nazionali
- Campionato moldavo: 6

Sheriff Tiraspol: 2001-2002, 2002-2003, 2005-2006, 2006-2007, 2007-2008, 2008-2009
- Coppa di Moldavia: 4

Sheriff Tiraspol: 2001-2002, 2005-2006, 2007-2008, 2008-2009
- Supercoppa di Moldavia: 2

Sheriff Tiraspol: 2005, 2007

#### Competizioni internazionali
- Coppa dei Campioni della CSI: 2

Sheriff Tiraspol: 2003, 2009